# Gheorghe Dobra
Gheorghe Dobra (* 2. Mai 1925 in Săsar, Recea, Kreis Maramureș; † 1986 in Bogotá, Kolumbien) war ein rumänischer Politiker der Rumänischen Kommunistischen Partei PCR (Partidul Comunist Român) und Diplomat, der unter anderem zwischen 1979 und seinem Tode 1986 Botschafter in Kolumbien sowie zugleich Botschafter in Ecuador war.

## Leben
Gheorghe Dobra war nach dem Schulbesuch von 1940 bis 1942 als Arbeiter in einem Forstbetrieb in Baia Mare sowie im Anschluss zwischen 1942 und 1944 für zwei Monate als Fuhrmann und zuletzt Laborant im Chemielabor des Mangan-Bergwerkes in Iacobeni tätig und besuchte daneben von 1942 bis 1945 das Handelsgymnasium „Ion Creangă“ in Fălticeni. Im Anschluss besuchte er zwischen 1945 und 1948 das Gymnasium „Gheorghe Șincai“ in Baia Mare sowie die dortige Technikerschule und war gleichzeitig als Fuhrmann in den dortigen Bergbaubetrieben „Dealul Crucii“ und „Valea Roșie“ beschäftigt. Er wurde während dieser Zeit im Dezember 1947 Mitglied der damaligen Kommunistischen Partei Rumäniens PCdR (Partidul Comunist din Romania) und absolvierte zwischen 1948 und 1951 ein Studium der Montanwissenschaften am Bergbauinstitut in Brad, welches er als Bergbauingenieur beendete. Nach einer Aspirantur von 1951 bis Juli 1955 am Bergbauinstitut in Moskau erwarb er einen Doktor der Montanwissenschaften. Nach seiner Rückkehr war er zwischen Juli 1955 und März 1956 als Dispatcher im Bergbaukombinat Baia Mare tätig und daraufhin von März bis August 1956 als Instrukteur in der ZK-Abteilung Schwerindustrie der nunmehrigen Rumänischen Arbeiterpartei PMR (Partidul Muncitoresc Român), ehe er zwischen August 1956 und Oktober 1958 stellvertretender Generaldirektor der Abteilung für seltene Metalle der Stadt Petru Groza war. Er war während dieser Zeit von 1957 bis Dezember 1959 auch Mitglied des Parteikomitees eines dortigen Stadtbezirks sowie zwischen Oktober 1958 und Dezember 1959 Direktor des Bergbaubetriebes Întreprinderii Miniere „Bihor“ und zudem von Januar bis Oktober 1959 Mitglied des Büros des Regionalen Parteikomitees von Oradea. 1959 erhielt er für seine Verdienste den Orden der Arbeit Dritter Klasse (Ordinul Muncii).
Im Dezember 1959 kehrte Dobra in die zentrale Parteiverwaltung zurück und war bis zum 31. März 1962 erst Instrukteur für Probleme des Bergbaus und der geologischen Forschung in der ZK-Abteilung Schwerindustrie sowie im Anschluss zwischen dem 31. März 1962 und dem 19. August 1965 Leiter der Sektion Bergbau, Geologie und elektrische Energie in der ZK-Abteilung Wirtschaft. Er unterrichtete seit 1960 als Dozent an der Fakultät für Geologie und Geografie der Universität Bukarest und war vom 19. August 1965 stellvertretender Leiter beziehungsweise zuletzt Leiter der ZK-Abteilung Energie, Bau und Transport sowie zugleich Vizevorsitzender der Regierungskommission für technisch-wirtschaftliche Zusammenarbeit. Nachdem er zwischen dem 9. September 1969 und dem 28. April 1970 Sekretär für Wirtschaft des Parteikomitees im Kreis Bihor war, fungierte er vom 28. April 1970 bis zum 20. Dezember 1972 als Sekretär des Parteikomitees im Kreis Maramureș. Anschließend bekleidete er zwischen dem 20. Dezember 1972 und dem 30. Dezember 1978 das Amt als Erster Vizeminister für Bergbau, Erdöl und Geologie und wurde zugleich am 9. März 1974 Mitglied des Nationalen Rates für Umweltschutz sowie außerdem am 3. Juni 1974 Mitglied des Zentralen Rates für die Kontrolle der Arbeit der wirtschaftlichen und sozialen Aktivitäten.
Gheorghe Dobra wurde auf dem Elften Parteitag der PCR (24. bis 27. November 1974) zum Mitglied des Zentralkomitees (ZK) der PCR gewählt und gehörte diesem Führungsgremium der Partei bis zum Zwölften Parteitag der PCR (19. bis 23. November 1979) an. Zuletzt wurde er am 14. Juli 1979 außerordentlicher und bevollmächtigter Botschafter in Kolumbien und übte dieses Amt bis zu seinem Tode 1986 aus. Zugleich war er vom 21. Dezember 1979 bis zu seinem Tode 1986 auch als Botschafter in Ecuador akkreditiert.